# 居眠りをする老女
『居眠りをする老女』（いねむりをするろうじょ、英: An Old Woman Dozing）、または『膝の上に本を置いて居眠りをする老女』（ひざのうえにほんをおいていねむりをするろうじょ、蘭: Oude vrouw slapend met een boek in haar schoot、英: Old Woman Sleeping with a Book in her Lap）、17世紀オランダ絵画黄金時代の画家ニコラース・マースが1656年ごろ、キャンバス上に油彩で描いた絵画である。作品は1885年にパリで購入されて以来、ブリュッセルにあるベルギー王立美術館に所蔵されている。

## 作品
画中の女性は、本を持ったまま居眠りをしている。脇のテーブルには、ボビンレース用のクッションがある。ボビンレース用のクッションはマースのお気に入りの主題で、画家はそれらを持ち主とともに描いた。『レースを編む老女』 (マウリッツハイス美術館、デン・ハーグ) は本作同様、老婦人を描いているが、彼女はレース編みに勤しんでいる。

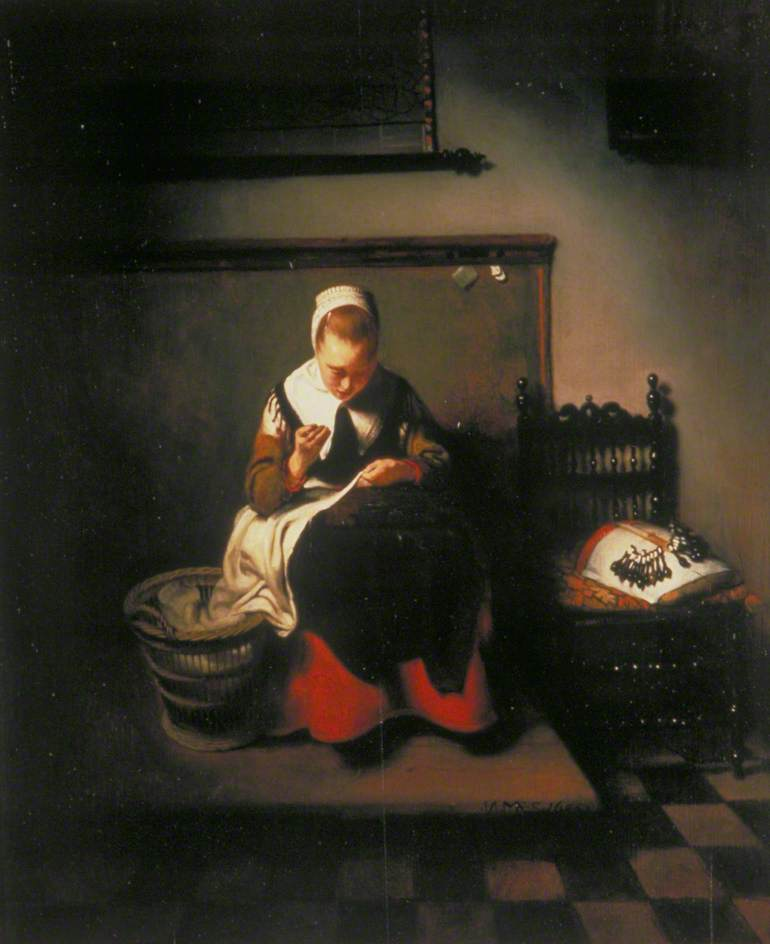
『レースを編む若い女』
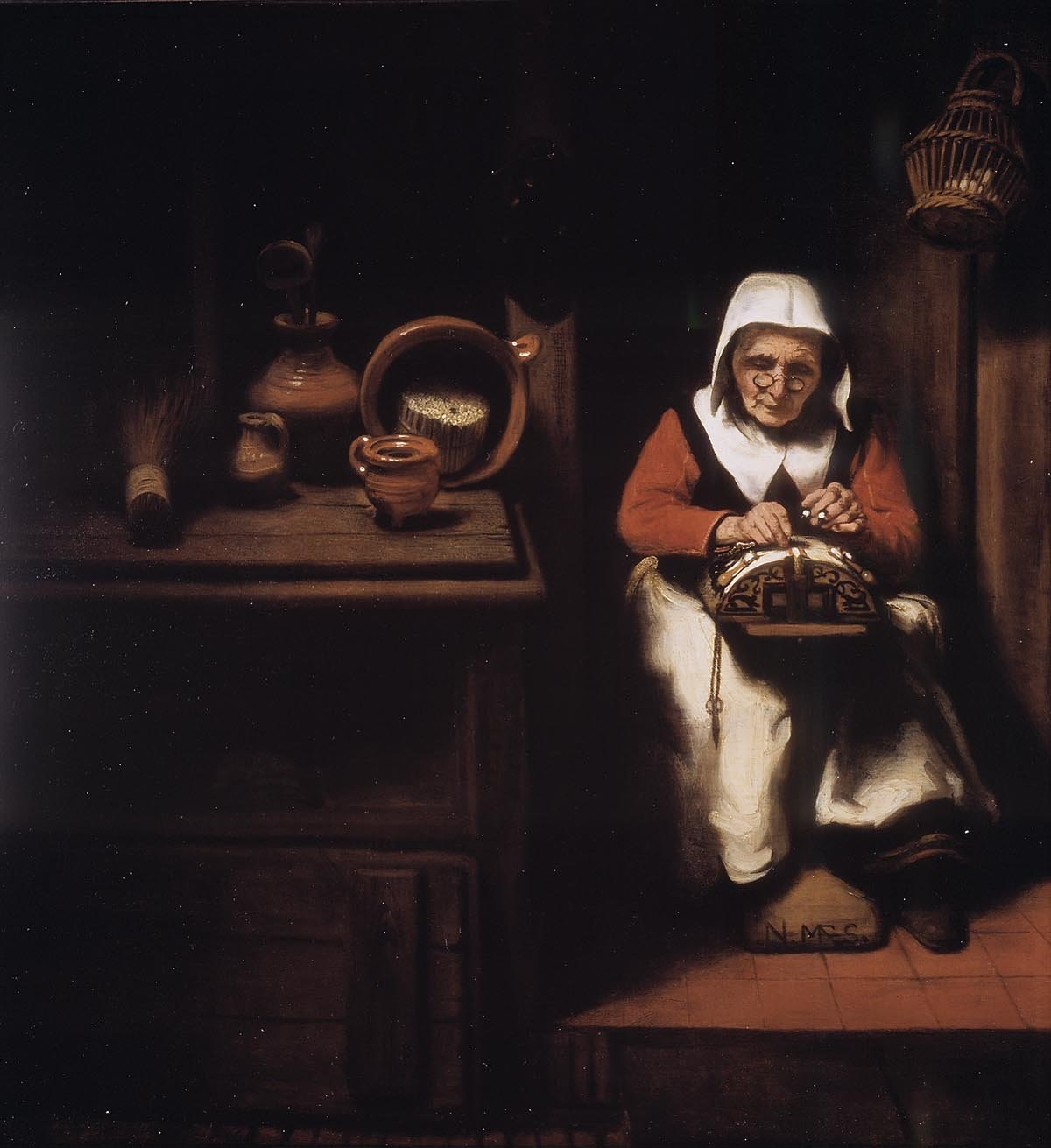
『レースを編む老女』
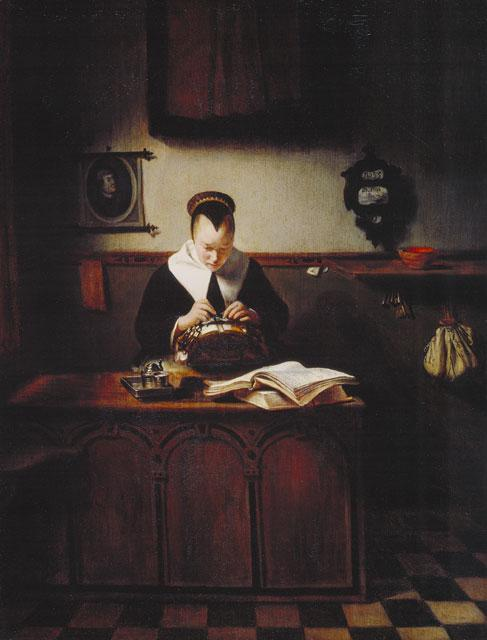
『レースを編む女』

この絵画は、1914年に研究者ホフステーデ・デ・フロートにより以下のように記述されている。
99番。本の上で居眠りをする老女。彼女は黒い服を着て、白い帽子を被っている。鑑賞者の方を向き、座っている。眼鏡を持つ右手を膝の上の聖書の上に置いている。頭部は左手にもたせかけている。肘は、赤い布が掛けられた脇のテーブルに置かれている。テーブルの上には、ボビンレース用のクッションと (『旧約聖書』の)「アモス書」のところで開かれている聖書が置かれている。壁の棚の上には、水差しとロウソクのあるロウソク立てがある。キャンバス、縦54インチ、横41と1/2インチ。1885年にパリでゴシェ (Gauchez) からベルギー王立美術館のために購入された (66,000フラン) 。1908年の美術館の目録で第279番 (の作品)。 
このオランダ風俗画の素晴らしい作例は、現代の鑑賞者にはあまり気づきにくいものの、怠惰さの寓意として道徳的な目的を持っている。膝の上に聖書を置き、手に読書用の眼鏡を持つ老婦人は、読書中に眠りこけてしまったのである。17世紀のカルヴァン派の人物にはすぐに理解できたであろう絵画言語 (部屋の中にある様々な事物) を用い、マースは老婦人の行動に対する非常に否定的な審判を下している。この審判は、マースの意図したものに現代人が投影する肯定的な感情とは非常に大きな対照をなす。
とりわけ、近い将来に最後の審判で自身の行動に判決を下される年配の鑑賞者は、日々の義務を怠れば、死後に厳しい罰を科されることを本作で鋭く想起させられる。壁にあるカギはあからさまにテーブル上の聖書のページを指しており、そこには不運の預言者アモスの名前をはっきりと読み取ることができる。時を刻む砂時計が重い聖書を支えている。精神的な宗教的努力においては、年齢も疲労も人間の弱さに負けてしまうことの言い訳にはならないのである。
テーブルの端には、光の当たっているボビンレース用のクッションがあり、鑑賞者の目を引くが、この家事の象徴は女性により脇に押しやられている。このモティーフは、本作と同時期のほかのマースの絵画でも繰り返されている。